# Olympische Sommerspiele 2024/Schwimmen – 100 m Freistil (Frauen)
Der Schwimmwettkampf über 100 Meter Freistil der Frauen bei den Olympischen Spielen 2024 in Paris wurde am 30. und 31. Juli 2024 in der Paris La Défense Arena ausgetragen. Titelverteidigerin war die Australierin Emma McKeon, die in Tokio in olympischer Rekordzeit von 51,96 Sekunden gewann und bis dato in ihrer Karriere fünf olympische Goldmedaillen gewann.

## Rekorde
Vor Beginn der Olympischen Spiele waren folgende Rekorde gültig:
| Weltrekord         | Sarah Sjöström | 51,71 s | Budapest | 23. Juli 2017 |
| Olympischer Rekord | Emma McKeon    | 51,96 s | Tokio    | 30. Juli 2021 |

## Titelträgerinnen
| Olympische Spiele 2020       | Emma McKeon                | 51,96 s | Tokio             |
| Weltmeisterschaften 2024     | Marrit Steenbergen         | 52,26 s | Doha              |
| Afrikaspiele 2023            | Caitlin de Lange           | 55,53 s | Accra             |
| Panamerikanische Spiele 2023 | Margaret Mac Neil          | 53,64 s | Santiago de Chile |
| Asienspiele 2022             | Siobhan Bernadette Haughey | 52,17 s | Hangzhou          |
| Europameisterschaft 2022     | Marrit Steenbergen         | 53,24 s | Rom               |
| Pazifikspiele 2023           | Olivia Borg                | 58,60 s | Honiara           |

## Qualifikation
Als Olympische Normzeit (OQT) wurde eine Zeit von 53,61 Sekunden festgelegt. Athletinnen die diese Zeit im Qualifikationszeitraum (1. März 2023 bis 23. Juni 2024) erreichen dürfen an den Start gehen. Die Anzahl der Athletinnen ist auf maximal zwei pro NOK beschränkt. Darüber hinaus werden weitere Plätze an Schwimmerinnen vergeben, die die Olympische Basiszeit (OCT) von 53,88 Sekunden geschwommen sind (maximal eine Schwimmerin pro NOK). Über Universalstartplätze besteht eine weitere Chance für die Teilnahme, auch für Athletinnen die keine der beiden Normzeiten schwimmen konnten.

## Vorläufe
Die 16 schnellsten aller Vorläufe qualifizierten sich für das Halbfinale.
| Rang | Lauf | Bahn | Athletin                   | Nation             | Zeit        | Anmerkung |
| ---- | ---- | ---- | -------------------------- | ------------------ | ----------- | --------- |
| 1    | 2    | 4    | Sarah Sjöström             | Schweden           | 52,99 s     | Q         |
| 2    | 4    | 4    | Siobhan Bernadette Haughey | Hongkong           | 53,02 s     | Q         |
| 3    | 2    | 5    | Yang Junxuan               | China              | 53,05 s     | Q         |
| 4    | 4    | 5    | Marrit Steenbergen         | Niederlande        | 53,22 s     | Q         |
| 5    | 3    | 4    | Mollie O’Callaghan         | Australien         | 53,27 s     | Q         |
| 6    | 3    | 5    | Shayna Jack                | Australien         | 53,40 s     | Q         |
| 7    | 4    | 3    | Torri Huske                | Vereinigte Staaten | 53,53 s     | Q         |
| 8    | 2    | 3    | Gretchen Walsh             | Vereinigte Staaten | 53,54 s     | Q         |
| 9    | 3    | 2    | Béryl Gastaldello          | Frankreich         | 53,65 s     | Q         |
| 10   | 3    | 3    | Anna Hopkin                | Großbritannien     | 53,67 s     | Q         |
| 10   | 4    | 1    | Kayla Sanchez              | Philippinen        | 53,67 s     | Q, NR     |
| 12   | 4    | 2    | Marie Wattel               | Frankreich         | 53,70 s     | Q         |
| 13   | 4    | 6    | Wu Qingfeng                | China              | 54,03 s     | Q         |
| 14   | 3    | 6    | Michelle Coleman           | Schweden           | 54,10 s     | Q         |
| 15   | 4    | 7    | Neža Klančar               | Slowenien          | 54,12 s     | Q         |
| 16   | 2    | 2    | Margaret Mac Neil          | Kanada             | 54,16 s     | Q, WD     |
| 17   | 2    | 6    | Barbora Seemanová          | Tschechien         | 54,66 s     | Q         |
| 18   | 2    | 7    | Kalia Antoniou             | Zypern             | 54,75 s     |           |
| 19   | 3    | 1    | Snæfríður Jórunnardóttir   | Island             | 54,85 s     |           |
| 20   | 3    | 7    | Kornelia Fiedkiewicz       | Polen              | 55,25 s     |           |
| 21   | 3    | 8    | Jana Pavalić               | Kroatien           | 55,77 s     |           |
| 22   | 4    | 8    | Gloria Anna Muzito         | Uganda             | 55,95 s     |           |
| 23   | 2    | 1    | Jillian Crooks             | Cayman Islands     | 56,15 s     |           |
| 24   | 2    | 8    | Nesrine Medjahed           | Algerien           | 57,34 s     |           |
| 25   | 1    | 4    | Paige van der Westhuizen   | Simbabwe           | 58,19 s     |           |
| 26   | 1    | 3    | Tilly Collymore            | Grenada            | 58,84 s     |           |
| 27   | 1    | 5    | Maxine Egner               | Botswana           | 58,98 s     |           |
| 28   | 1    | 6    | Aleka Persaud              | Guyana             | 1:01,29 min |           |
| 29   | 1    | 2    | Rana Saadeldin             | Sudan              | 1:04,72 min |           |

## Halbfinale
Die 16 schnellsten beider Halbfinalläufe qualifizierten sich für das Finale.
| Rang | Lauf | Bahn | Athletin                   | Nation             | Zeit    | Anmerkung |
| ---- | ---- | ---- | -------------------------- | ------------------ | ------- | --------- |
| 1    | 1    | 4    | Siobhan Bernadette Haughey | Hongkong           | 52,64 s | Q         |
| 2    | 1    | 3    | Shayna Jack                | Australien         | 52,72 s | Q         |
| 3    | 2    | 3    | Mollie O’Callaghan         | Australien         | 52,75 s | Q         |
| 4    | 2    | 5    | Yang Junxuan               | China              | 52,81 s | Q         |
| 5    | 1    | 5    | Marrit Steenbergen         | Niederlande        | 52,86 s | Q         |
| 6    | 2    | 4    | Sarah Sjöström             | Schweden           | 52,87 s | Q         |
| 7    | 2    | 6    | Torri Huske                | Vereinigte Staaten | 52,99 s | Q         |
| 8    | 1    | 6    | Gretchen Walsh             | Vereinigte Staaten | 53,18 s | Q         |
| 9    | 2    | 1    | Wu Qingfeng                | China              | 53,34 s |           |
| 10   | 1    | 7    | Marie Wattel               | Frankreich         | 53,38 s |           |
| 11   | 1    | 2    | Anna Hopkin                | Großbritannien     | 53,74 s |           |
| 12   | 1    | 1    | Michelle Coleman           | Schweden           | 53,75 s |           |
| 13   | 1    | 8    | Barbora Seemanová          | Tschechien         | 53,94 s |           |
| 14   | 2    | 8    | Neža Klančar               | Slowenien          | 53,96 s | =NR       |
| 15   | 2    | 7    | Kayla Sanchez              | Philippinen        | 54,21 s |           |
| 16   | 2    | 2    | Béryl Gastaldello          | Frankreich         | 54,29 s |           |

## Finale
| Rang | Bahn | Athletin                   | Nation             | Zeit    | Anmerkung |
| ---- | ---- | -------------------------- | ------------------ | ------- | --------- |
| 1    | 7    | Sarah Sjöström             | Schweden           | 52,16 s |           |
| 2    | 1    | Torri Huske                | Vereinigte Staaten | 52,29 s |           |
| 3    | 4    | Siobhan Bernadette Haughey | Hongkong           | 52,33 s |           |
| 4    | 3    | Mollie O’Callaghan         | Australien         | 52,34 s |           |
| 5    | 5    | Shayna Jack                | Australien         | 52,72 s |           |
| 6    | 6    | Yang Junxuan               | China              | 52,82 s |           |
| 7    | 2    | Marrit Steenbergen         | Niederlande        | 52,83 s |           |
| 8    | 8    | Gretchen Walsh             | Vereinigte Staaten | 53,04 s |           |